# Iván Kozlovski
Iván Semiónovich Kozlovski (Іван Семенович Козловський, en ucraniano, Ива́н Семё́нович Козло́вский en ruso) (24 de marzo de 1900 - 21 de diciembre de 1993) fue un célebre tenor contraltino soviético, maestro del Conservatorio de Moscú.

## Biografía
Iván Semiónovich Kozlovski nació en el pueblo Maryánovka, actualmente en el Raión de Vasylkiv de la óblast de Kiev (Ucrania), que en ese entonces formaba parte del Imperio ruso.
Empezó a cantar a la edad de siete años en coros, cursando sus estudios en Kiev. Durante su alistamiento, tras la Revolución rusa, cantó en sus bandas militares.
Se casó con la famosa estrella del cine Alexandra Herzig (1886-1964) y tras separarse se volvió a casar con la actriz Galina Serguéyeva con quien tuvo dos hijas.
Falleció en 1993 a la edad de 93 años.

## Trayectoria profesional
Debutó en 1920 como Fausto en Poltava donde permaneció hasta 1923. Tras su debut prosiguió su carrera en Járkov y en Ekaterimburgo (entonces Sverdlovsk).
En 1926 debutó en el Teatro Bolshói donde se convertiría en el tenor favorito hasta 1956 junto a su rival Serguéi Lémeshev.
En 1938 organizó y dirigió su propia compañía, dirigiéndose a sí mismo en Werther y Orfeo y Eurídice.
En 1940 fue nombrado Artista del Pueblo de la Unión Soviética.
Entre 1956 y 1980 se dedicó a la enseñanza apareciendo ocasionalmente en recitales y óperas. 
Sus últimas apariciones fueron como el Inocente (юродивый o yuródivy equivale a loco por Cristo, Stoltezza in Cristo, o bendito) en Borís Godunov, en la celebración del 90 cumpleaños de Mark Reizen en 1985, y finalmente, en 1989 realizó su último concierto.
Famoso como Lenski en Eugenio Oneguin, el Inocente en Borís Godunov, Berendéy, Levkó, Vladímir, Faust (Gounod), Werther, Rigoletto, Lohengrin, Orfeo ed Euridice, La traviata, La bohème, y otras.
Incluyó en su repertorio canciones tradicionales («Lipa vekovaya», etc.).

## Curiosidades
- El asteroide (4944) Kozlovskij recibió nombre en 1987 en su honor igualando la distinción a Lemeshev en 1978.
- Fue el cantante preferido de Iósif Stalin.
- Nunca se le permitió salir de la Unión Soviética.
- Sus fanes se hacían llamar "kozlovityanki" frente a las fanes de otro tenor, Serguéi Lémeshev, que se llamaban "lemeshistki".